# Costus sepacuitensis
Costus sepacuitensis är en enhjärtbladig växtart som beskrevs av Willard Winfield Rowlee. Costus sepacuitensis ingår i släktet Costus och familjen Costaceae.
Artens utbredningsområde är Guatemala. Inga underarter finns listade.